# Szczyty-Dzięciołowo (gromada)
Szczyty-Dzięciołowo (początkowo Szczyty Dzięciołowo, bez łącznika) – dawna gromada, czyli najmniejsza jednostka podziału terytorialnego Polskiej Rzeczypospolitej Ludowej w latach 1954–1972.
Gromady, z gromadzkimi radami narodowymi (GRN) jako organami władzy najniższego stopnia na wsi, funkcjonowały od reformy reorganizującej administrację wiejską przeprowadzonej jesienią 1954 do momentu ich zniesienia z dniem 1 stycznia 1973, tym samym wypierając organizację gminną w latach 1954–1972.
Gromadę Szczyty Dzięciołowo z siedzibą GRN w Szczytach Dzięciołowie utworzono – jako jedną z 8759 gromad – w powiecie bielskim w woj. białostockim, na mocy uchwały nr 12/V WRN w Białymstoku z dnia 4 października 1954. W skład jednostki weszły obszary dotychczasowych gromad Szczyty Dzięciołowo i Szczyty Nowodwory ze zniesionej gminy Orla oraz obszar dotychczasowej gromady Krzywa ze zniesionej gminy Pasynki w tymże powiecie. Dla gromady ustalono 10 członków gromadzkiej rady narodowej.
1 stycznia 1958 gromadę Szczyty-Dzięciołowo zniesiono, włączając jej obszar do gromady Orla w tymże powiecie.